# Innocenzo Ciocchi del Monte
Innocenzo Ciocchi del Monte (Fidenza, c. 1532 — Roma, 3 de novembro de 1577) foi um cardeal da Igreja Católica notório cujas relações com o Papa Júlio III causaram um grave escândalo no início do século XVI. Nascido em Borgo San Donino (atual Fidenza), filho de uma mendiga e de um pai desconhecido, foi retirado das ruas pelo Cardeal Giovanni Maria Ciocchi del Monte e foi acolhido na casa do irmão do cardeal, Baldovino.
O cardeal del Monte foi eleito Papa em 1550, tomando o nome de Júlio III. Um dos primeiros atos de Júlio foi fazer de Innocenzo um cardeal, alguns anos mais tarde, apreensivo com os movimentos para ter isto anulado (em razão da ilegitimidade e da idade de Innocenzo), ele arranjou para o rapaz a ser adotado por Baldovino e o ano de seu nascimento definido como "1532".
As tentativas de dar ao jovem Innocenzo uma educação tinham provado irremediáveis: "algumas virtudes sociais e alguns fragmentos de conhecimento, talvez sobre as glórias do mundo clássico, e educação formal de Innocenzo terminaram." O novo cardeal recebeu vários cargos importantes e lucrativos, incluindo de abade in commendam das abadias de Mont Saint-Michel, na Normandia, S. Zeno, em Verona, e dos mosteiros de S. Saba, Miramondo e de Grottaferrata, Frascati, bem como sua nomeação a cardeal-sobrinho, chefe diplomático e agente político do papado. Ele provou ser totalmente inadequado para esses cargos, e seu relacionamento contínuo com Júlio, cujo leito abertamente compartilhava, criou um grande escândalo, tanto dentro como fora da Igreja. Após a morte de Júlio, Innocenzo foi excluído e ignorado. Apesar de cometer dois estupros e assassinatos, ele conseguiu manter o seu chapéu de cardeal e foi autorizado a regressar a Roma após vários períodos de banimento. Sua morte passou despercebida, e ele foi sepultado na capela da família Del Monte.